# スルモーナ
スルモーナ（イタリア語: Sulmona）は、イタリア共和国アブルッツォ州ラクイラ県の都市であり、その周辺地域を含む人口約2万4000人の基礎自治体（コムーネ）。ラクイラ、アヴェッツァーノに次ぐ、県内第3位のコムーネ人口を有する。

## 地理

### 位置・広がり
ラクイラ県のコムーネ。アヴェッツァーノから東へ42km、州都・県都ラクイラから南東へ55kmの距離にある。

#### 隣接コムーネ
隣接するコムーネは以下の通り。括弧内のPEはペスカーラ県所属を示す。
- ブニャーラ
- カンサーノ
- カラマーニコ・テルメ (PE)
- イントロダックア
- パチェントロ
- ペットラーノ・スル・ジーツィオ
- プラートラ・ペリーニャ
- プレッツァ
- サッレ (PE)
- サンテウフェミーア・ア・マイエッラ (PE)

## 行政

### 分離集落
以下の分離集落（フラツィオーネ）がある。
- Acqua Santa, Albanese, Cavate, Badia, Bagnaturo, Banchette, Case Bruciate, Case Lomini, Case Panetto, Case Susi Primo, Case Susi Secondo, Casino Corvi, Faiella, Fonte d'Amore, Le Marane, Santa Lucia, Torrone, Tratturo Primo, Tratturo Secondo, Vallecorvo, Zappannotte

## 対外関係

### 姉妹都市・提携都市
- セラヴァッレ（サンマリノ共和国）- 2017年

## 人物

### おもな出身者
- オウィディウス - 帝政ローマ時代最初期の詩人。
- インノケンティウス7世 (ローマ教皇) - 教会大分裂の時期の教皇